# Dresslerella archilae
Dresslerella archilae är en orkidéart som beskrevs av Carlyle August Luer och Béhar. Dresslerella archilae ingår i släktet Dresslerella och familjen orkidéer.
Artens utbredningsområde är Guatemala. Inga underarter finns listade i Catalogue of Life.